# Brudens fader
Brudens fader (engelska: Father of the Bride) är en amerikansk komedifilm från 1950 i regi av Vincente Minnelli. I huvudrollerna ses Spencer Tracy, Joan Bennett, Elizabeth Taylor, Don Taylor, Billie Burke och Leo G. Carroll. Filmen hade svensk premiär den 13 november 1950. 

## Om filmen
Den bygger på en bok av Edward Streeter. Filminspelningen började i januari 1950, och tog endast 28 dagar. 1951 kom en uppföljare, Morfar opp i dagen. En nyinspelning gjordes 1991, Brudens far.

## Rollista i urval
- Spencer Tracy - Stanley T. Banks
- Joan Bennett - Ellie Banks
- Elizabeth Taylor - Kay Banks
- Don Taylor - Buckley Dunstan
- Billie Burke - Doris Dunstan
- Moroni Olsen - Herbert Dunstan
- Marietta Canty - Delilah
- Russ Tamblyn - Tommy Banks
- Tom Irish - Ben Banks
- Paul Harvey - pastor Galsworthy
- Leo G. Carroll - Mr. Massoula
- Fay Baker - Miss Bellamy, Stanleys sekreterare